# Петър Кръчмаров
Петър Кръчмаров е български волейболист.

## Биография
Роден на 31 януари 1938 г. в град София. Играе в Националния отбор по волейбол на България.
Участвал на Световното първенство по волейбол за мъже в Бразилия през 1960 година.
Участвал на Летните олимпийски игри в Токио през 1964 и Летните олимпийски игри в Мексико през 1968 години.
Той е бащата на съвременния формат на волейбола, а именно „грешка-точка“ (така наречената „рали пойнт систем“). Предложението на Петър от 1993 година е узаконено от световната волейболна федерация през 1998 година за всички страни.
През 1970/71 г. играе в сицилианския „Каляри“ в Серия Б. Печели първенството с рекорд неподобрен и до днес: 22 мача победи с по 3:0 !
Към днешна дата на 81 години е треньор на „Багандзола“ в Серия Д в Италия. Капитан на отбора е Джулио Белети, участник с италианския национален отбор на Олимпиадата в Москва през 1980 година.

## Семейство
Дъщеря му Зорница Кръчмарова, която от години работи в издания от медийната империя на Силвио Берлускони в Милано написва книга за Кристо Явашев „Трансформации. Скритото изкуство на Кристо и Жан-Клод“ (издадена от „Колибри“). Съпругата му Виолета Кръстева пее дълги години в хора Верди в Парма. Тя е сред основателите на Софийския камерен хор, който през 1976 г. приема името на композитора Любомир Пипков. Днес хорът носи името на диригента Васил Арнаудов.

## Успехи
„Спартак“ (София)
- Шампион (1): 1967